# Marta Czarny-Kaczmarska
Marta Czarny-Kaczmarska − polska klawesynistka i profesor sztuki. 
Ukończyła Państwową Wyższą Szkołę Muzyczną w Krakowie w klasie klawesynu Janiny Wysockiej-Ochlewskiej oraz Królewskie Konserwatorium w Brukseli w klasie klawesynu Charlesa Koeniga. Pierwsza w Polsce klawesynistka grająca na instrumencie historycznym. Współzałożycielka zespołu  „Fiori Musicali”. Obecnie jest profesorem macierzystej uczelni oraz Akademii Muzycznej im. Karola Lipińskiego we Wrocławiu, gdzie kieruje Zakładem Klawesynu, Organów i Akordeonu. 